# Premio David Giovani

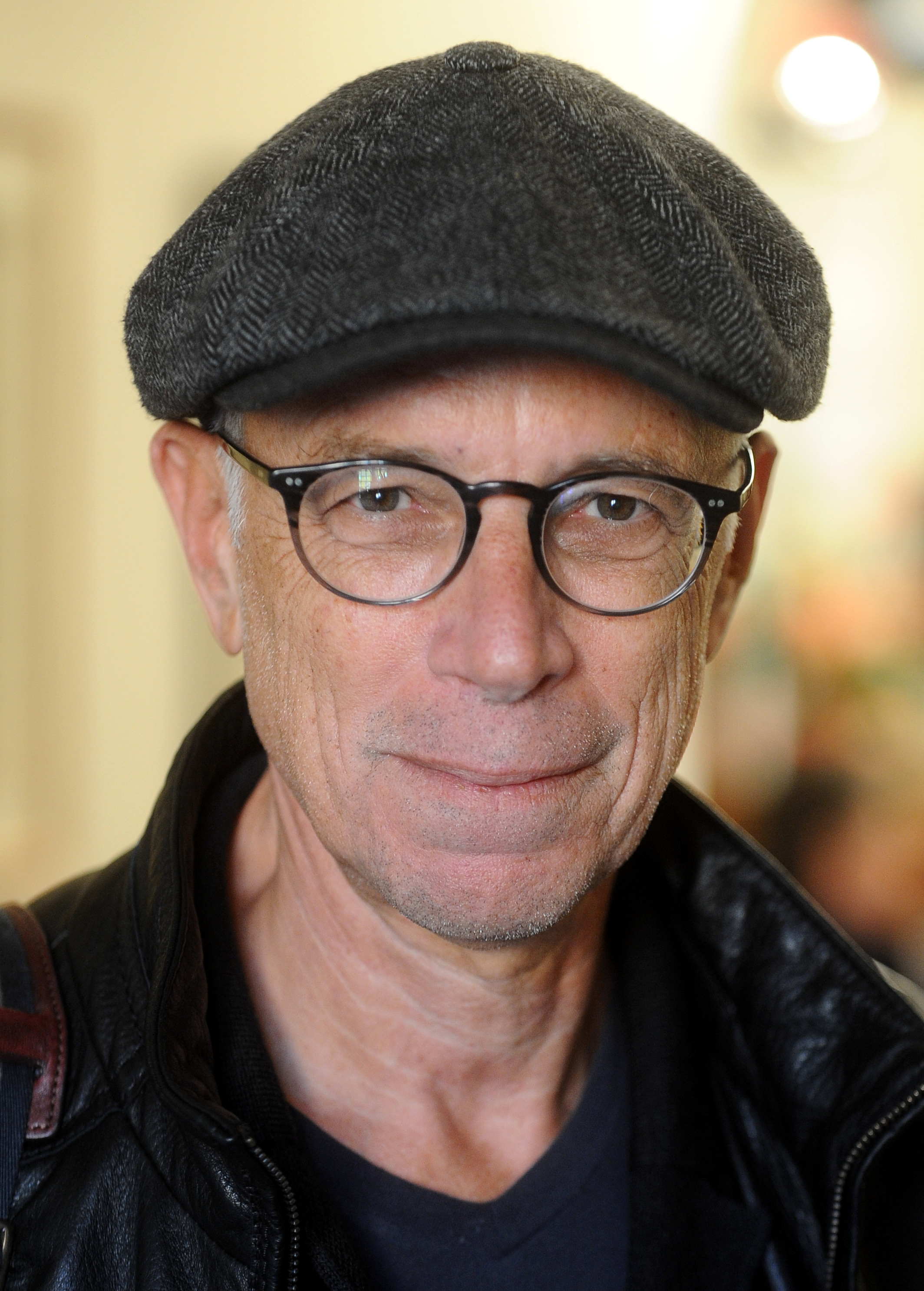
Gabriele Salvatores è stato il primo regista a conquistare il premio nel 2004.

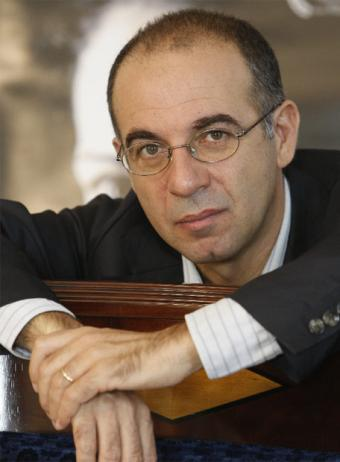
Giuseppe Tornatore detiene il primato di vittorie, con quattro statuette.

Il premio David Giovani è un premio cinematografico, istituito l'8 gennaio 1997, assegnato nell'ambito dei David di Donatello e destinato al miglior film votato, con apposito regolamento, da una giuria di giovani delle scuole superiori e delle università. Si assegna dal 2004, anche se precedentemente in alcune edizioni era presente il David scuola.
Il regista che ha ricevuto più volte questo premio è Giuseppe Tornatore con 4 vittorie per La leggenda del pianista sull'oceano (David scuola), Baarìa, La migliore offerta e La corrispondenza.

## Albo d'oro

### Anni 2004-2009
- 2004: Io non ho paura di Gabriele Salvatores
- 2005: Alla luce del sole, regia di Roberto Faenza
- 2006: Romanzo criminale, regia di Michele Placido
  - La bestia nel cuore, regia di Cristina Comencini
  - Mai + come prima, regia di Giacomo Campiotti
  - Il mio miglior nemico, regia di Carlo Verdone
  - Notte prima degli esami, regia di Fausto Brizzi
- 2007: Rosso come il cielo, regia di Cristiano Bortone
  - Nuovomondo, regia di Emanuele Crialese
  - Saturno contro, regia di Ferzan Özpetek
  - Notte prima degli esami - Oggi, regia di Fausto Brizzi
- 2008: Parlami d'amore, regia di Silvio Muccino
  - La giusta distanza, regia di Carlo Mazzacurati
  - Lezioni di cioccolato, regia di Claudio Cupellini
  - Piano, solo, regia di Riccardo Milani
  - I Viceré, regia di Roberto Faenza
- 2009: Si può fare, regia di Giulio Manfredonia
  - Ex, regia di Fausto Brizzi
  - Pa-ra-da, regia di Marco Pontecorvo
  - La siciliana ribelle, regia di Marco Amenta
  - Solo un padre, regia di Luca Lucini

### Anni 2010-2019
- 2010: Baarìa, regia di Giuseppe Tornatore
  - Baciami ancora, regia di Gabriele Muccino
  - Genitori & figli - Agitare bene prima dell'uso, regia di Giovanni Veronesi
  - Io, loro e Lara, regia di Carlo Verdone
  - L'uomo che verrà, regia di Giorgio Diritti
- 2011: 20 sigarette, regia di Aureliano Amadei
  - Benvenuti al Sud, regia di Luca Miniero
  - Noi credevamo, regia di Mario Martone
  - Un altro mondo, regia di Silvio Muccino
  - Vallanzasca - Gli angeli del male, regia di Michele Placido
- 2012: Scialla! (Stai sereno), regia di Francesco Bruni
- 2013: La migliore offerta, regia di Giuseppe Tornatore
  - Il principe abusivo, regia di Alessandro Siani
  - Una famiglia perfetta, regia di Paolo Genovese
  - Venuto al mondo, regia di Sergio Castellitto
  - Viva l'Italia, regia di Massimiliano Bruno
- 2014: La mafia uccide solo d'estate, regia di Pierfrancesco Diliberto
  - Il capitale umano, regia di Paolo Virzì
  - La grande bellezza, regia di Paolo Sorrentino
  - Sole a catinelle, regia di Gennaro Nunziante
  - Tutta colpa di Freud, regia di Paolo Genovese
- 2015: Noi e la Giulia, regia di Edoardo Leo
  - Anime nere, regia di Francesco Munzi
  - I nostri ragazzi, regia di Ivano De Matteo
  - Il giovane favoloso, regia di Mario Martone
  - Il ragazzo invisibile, regia di Gabriele Salvatores
- 2016: La corrispondenza, regia di Giuseppe Tornatore
  - Alaska, regia di Claudio Cupellini
  - Gli ultimi saranno ultimi, regia di Massimiliano Bruno
  - Non essere cattivo, regia di Claudio Caligari
  - Quo vado?, regia di Gennaro Nunziante
- 2017: In guerra per amore, regia di Pierfrancesco Diliberto
  - 7 minuti, regia di Michele Placido
  - L'estate addosso, regia di Gabriele Muccino
  - La pazza gioia, regia di Paolo Virzì
  - Piuma, regia di Roan Johnson
- 2018: Tutto quello che vuoi, regia di Francesco Bruni
  - Gatta Cenerentola, regia di Alessandro Rak, Ivan Cappiello, Marino Guarnieri, Dario Sansone
  - Gramigna - Volevo una vita normale, regia di Sebastiano Rizzo
  - Sicilian Ghost Story, regia di Fabio Grassadonia e Antonio Piazza
  - The Place, regia di Paolo Genovese
- 2019: Sulla mia pelle di Alessio Cremonini
  - Chiamami col tuo nome (Call Me by Your Name), regia di Luca Guadagnino
  - Dogman, regia di Matteo Garrone
  - Euforia, regia di Valeria Golino
  - Moschettieri del re - La penultima missione, regia di Giovanni Veronesi

### Anni 2020-2029
- 2020
  - Mio fratello rincorre i dinosauri, regia di Stefano Cipani
  - Il traditore, regia di Marco Bellocchio
  - L'uomo del labirinto, regia di Donato Carrisi
  - La dea fortuna, regia di Ferzan Özpetek
  - Martin Eden, regia di Pietro Marcello

- 2021
  - 18 regali, regia di Francesco Amato
  - Favolacce, regia di Fabio e Damiano D'Innocenzo
  - Gli anni più belli, regia di Gabriele Muccino
  - L'incredibile storia dell'Isola delle Rose, regia di Sydney Sibilia
  - Tolo Tolo, regia di Luca Medici

- 2022
  - È stata la mano di Dio, regia di Paolo Sorrentino
  - Come un gatto in tangenziale - Ritorno a Coccia di Morto, regia di Riccardo Milani
  - Diabolik, regia di Manetti Bros.
  - Ennio, regia di Giuseppe Tornatore
  - Freaks Out, regia di Gabriele Mainetti

- 2023
  - L'ombra di Caravaggio, regia di Michele Placido
  - Corro da te, regia di Riccardo Milani
  - Il colibrì, regia di Francesca Archibugi
  - La stranezza, regia di Roberto Andò
  - Le otto montagne, regia di Felix Van Groeningen e Charlotte Vandermeersch

- 2024
  - C'è ancora domani, regia di Paola Cortellesi
  - Comandante, regia di Edoardo De Angelis
  - Io capitano, regia di Matteo Garrone
  - L'ultima volta che siamo stati bambini, regia di Claudio Bisio
  - Stranizza d'amuri, regia di Giuseppe Fiorello

- 2025
  - Napoli - New York, regia di Gabriele Salvatores
  - Berlinguer - La grande ambizione, regia di Andrea Segre
  - Familia, regia di Francesco Costabile
  - Il ragazzo dai pantaloni rosa, regia di Margherita Ferri
  - Il tempo che ci vuole, regia di Francesca Comencini